# Ngày nhảy thế giới
Ngày nhảy thế giới (tiếng Anh: World Jump Day) là sự kiện flash mob (đám đông đột ngột) toàn cầu đầu tiên được quy định vào ngày 20 tháng 7 2006 vào 10:39:13 hay 11:39.13 GMT, khi đó tổ chức dự kiến có 600 triệu người tại bán cầu tây sẽ nhảy cùng một lúc (hiện giờ trên trang web thông báo đã có 599.176.298 người nhảy đã đăng ký đến ngày 19 tháng 7, 2006; theo World Stats Lưu trữ ngày 23 tháng 6 năm 2011 tại Wayback Machine, con số đó có thể là 50% tổng cộng người sử dụng Internet). Họ cho là sự kiện này có thể chuyển Trái Đất khỏi quỹ đạo hiện giờ của nó, và đến một quy đạo khác, không gây ra sự ấm lên của Trái Đất. Trang mạng là sự cài đặt nghệ thuật, và không phải là nghiêm túc.
Trang mạng của Ngày nhảy thế giới cho biết giờ nhảy là 11:39:13 GMT, nhưng giờ đếm xuống cũng trên trang đấy (theo 6 tháng 5 2006) được đếm xuống đến 10:39:13 GMT. Đó xem ra là sự nhầm lẫn giữa giờ GMT hay UTC và giờ hợp pháp UK 11:39:13.